# Animacja techniczna
Animacja techniczna - metoda przedstawienia funkcji produktu, jego pracy, budowy, sposobu montażu czy demontażu. Przedstawiająca rzeczywistość realistyczną, jak i nierealistyczną w formie animowanego filmu.